# Арачиново (община)
Арачи́ново (макед. Општина Арачиново, алб. Komuna e Haraçinës) — община в Северной Македонии. Расположена в 12 км к северо-востоку от столицы страны — города Скопье. Население составляет 11 992 человека (2002 год).
Административный центр — село Арачиново.
Площадь территории общины 31,3 км² (32 км²).
Граничит с общинами Северной Македонии:
- на западе — с общиной Скопье;
- на севере — с общиной Липково;
- на востоке — с общиной Куманово;
- на юге — с общиной Илинден.

Кроме Арачиново в состав общины входят ещё 3 села: Грушино, Моянци и Орланци.
Этническая структура населения в общине:
- албанцы — 93,80 %;
- македонцы — 5,14 %;
- боснийцы — 0,56 %
- сербы — 0,09 %
- арумыны — 0,01 %
- остальные — 0,40 %